# Team BS (album)
Cet article concerne l'album. Pour le groupe, voir Team BS.
Singles
1. Team BS
Sortie : novembre 2013
2. Case départ
Sortie : janvier 2014
3. Ma vérité
Sortie : mars 2014
4. 1, 2, 3
Sortie : mars 2014
5. Fierté
Sortie : Juin 2014

Team BS est le premier et unique album du groupe Team BS composé de La Fouine, Sindy, Fababy et Sultan sorti le 24 février 2014.

## Accueil critique
Pour François Alvarez de Music Story note que le groupe tire du « mérite à ne pas avoir bâclé le travail en réalisant un album attirant la sympathie ». Alvarez renchérit en notant qu'il « divertit avec un disque dépourvu de tout aspect malsain ». Pour lui, qu'il s'agisse d'un « projet temporaire ou appelé à durer, Team BS marque en tout cas la chronique du rap français avec un premier album plein de sève et de tonus ».
Le Figaro classe l'album entre « le Rap gentil et le R N B sirupeux ».
L'album a été à l'honneur de la retransmission de la Fête de la musique le 21 juin 2014 sur France 2  et il y eut une interview sur Canal+ à l'occasion de sa sortie .
Le cap des 50 000 albums vendus est annoncé en juin 2014,, et une cérémonie de remise du disque d'or est organisée dans les bureaux de Sony en septembre 2014,,.

## Classements hebdomadaires
| Classement (2014)            | Meilleure position |
| ---------------------------- | ------------------ |
| Belgique (Wallonie Ultratop) | 26                 |
| France (SNEP)                | 5                  |

## Pistes
| No  | Titre            | Paroles                          | Producteur                     | Durée |
| --- | ---------------- | -------------------------------- | ------------------------------ | ----- |
| 1.  | Intro            | La Fouine, Fababy, Sultan, Sindy | Tommy Djibz                    | 2:11  |
| 2.  | Case départ      | La Fouine, Fababy, Sultan, Sindy | Skalpovich                     | 4:10  |
| 3.  | Team BS          | La Fouine, Fababy, Sultan, Sindy | Skalpovich                     | 3:52  |
| 4.  | Ma musique       | La Fouine, Fababy, Sultan, Sindy | La Fouine & Jay Fase           | 3:42  |
| 5.  | Griot            | La Fouine, Fababy, Sultan, Sindy | Skalp & Amen Viana             | 4:49  |
| 6.  | Fierté           | La Fouine, Fababy, Sultan, Sindy | Skalp & Tommy Djibz            | 3:46  |
| 7.  | Ma vérité        | La Fouine, Fababy, Sultan, Sindy | Tommy Djibz                    | 3:20  |
| 8.  | Interlude        | Sultan                           | Tommy Djibz                    | 0:19  |
| 9.  | Je rappe         | La Fouine, Fababy, Sultan        | Skalpovich                     | 3:58  |
| 10. | Jamais assez     | La Fouine, Fababy, Sultan, Sindy | Skalpovich                     | 4:13  |
| 11. | 1, 2, 3          | La Fouine, Sultan, Sindy         | Tommy Djibz & La Fouine        | 3:15  |
| 12. | Mon destin       | La Fouine, Sindy                 | Skalpovich                     | 3:39  |
| 13. | Pas de chance    | La Fouine, Fababy, Sultan, Sindy | Tommy Djibz & La Fouine        | 3:42  |
| 14. | Souffle d'espoir | La Fouine, Fababy, Sultan, Sindy | Skalpovich                     | 4:24  |
| 15. | Mes couleurs     | Sindy                            | Tommy Djibz, La Fouine & Nassi | 2:48  |
| 16. | Outro            | Sindy                            | Tommy Djibz                    | 2:00  |